# Hialuronidasa

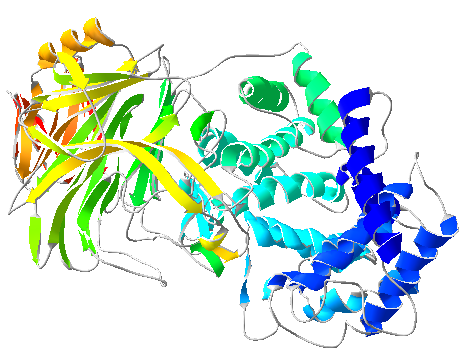
Hialuronidasa.

La hialuronidasa es una familia de enzimas (EC 3.2.1.35; CAS 37326-33-3 ), cuya función es, como su propio nombre indica, degradar el ácido hialurónico (AH). Se encuentra en el acrosoma, y su función principal es degradar la corona radiada durante el proceso de fecundación. Además se encuentra en algunas bacterias patógenas, siendo un factor de virulencia, ya que esta enzima hidroliza también el ácido hialurónico de la matriz extracelular. También está presente en el veneno de la mayoría de las serpientes.
Esta enzima también es tomada en cuenta en la participación de la exención o diseminación de los tumores malignos al existir la hipótesis de que las células neoplásicas secretan hialuronidasa para así  destruir, a la manera de como lo hace en la fecundación de la corona radiada, la matriz extracelular e infiltrarse en tejidos vecinos.[cita requerida]
Las hialuronidasas se encuentran ampliamente distribuidas en el reino animal. En 1828, Duran-Reynals observó la presencia de un "factor de difusión" en extractos de testículos de mamíferos y otros tejidos, facilitando la propagación de colorantes y vacunas antivirales inyectadas subcutáneamente. Karl Meyer, posteriormente, acuñó el término hialuronidasa para referirse a enzimas que degradan el ácido hialurónico (AH), clasificándolas en tres grupos mediante análisis bioquímicos y productos finales de degradación.
Grupo 1: Hialuronidasas de mamíferos, como la PH‑20 presente en testículos, facilitan la fertilización al localizarse en la superficie del espermatozoide y el acrosoma, permitiendo su entrada a través de la matriz extracelular y la membrana pelúcida del óvulo.
Grupo 2: Hialuronidasas de venenos animales, detectadas en serpientes, abejas, pez piedra, escorpiones, arañas, lagartos, avispas y orugas, facilitan la difusión de toxinas del veneno, permitiendo su paso a la circulación sistémica.
Grupo 3: Hialuronidasas microbianas, liasas que actúan como factor de virulencia en la patogenia e infección, degradan la matriz extracelular favoreciendo la invasión de patógenos y la difusión de sus toxinas.
* Reproducción asistida
La hialuronidasa se emplea, junto con medios mecánicos, en el proceso de decumulación realizado tanto en FIV como en ICSI.